# Heikki Kivikko
Heikki Olavi Kivikko (* 31. Dezember 1963 in Ähtäri) ist ein ehemaliger finnischer Skilangläufer.
Kivikko lief sein erstes Weltcupeinzelrennen bei seiner einzigen Olympiateilnahme im Februar 1988 in Calgary und errang dabei den 29. Platz über 50 km Freistil. Dies war zugleich seine beste Einzelplatzierung im Weltcup. Sein viertes und damit letztes Weltcupeinzelrennen absolvierte er im März 1996 in Lahti, das er auf dem 66. Platz über 30 km Freistil beendete.